# Phare de Pooles Island

Le phare de Pooles Island (en anglais : Pooles Island Light) est un phare situé sur la pointe nord-ouest de Pooles Island près de l'embouchure de la rivière Gunpowder en baie de Chesapeake dans le Comté de Harford, dans le Maryland. 
Il est inscrit au Registre national des lieux historiques depuis le 19 février 1997 sous le n° 97000060.

## Historique
Powell Island à l’origine, mais son nom a été changé au fil des ans, était réputée pour sa fertilité. Situé près du centre de la baie, près de l'embouchure de la rivière Gunpowder, il a été l'un des premiers endroits considérés comme phare et, en 1824, le Congrès s'est doté de 5 000 dollars pour la construction d'un phare. John Donahoo (en) et Simon Frieze ont remporté le contrat de construction, le premier des nombreux projecteurs construits par Donahoo. La tour de granit et la maison du gardien, construites à peu près, ont été rejointes trois ans plus tard par un clocher à brouillard, le premier dans l'état. En 1857, le système original de lampes et de réflecteurs Argand a été remplacé par une lentille de Fresnel de quatrième ordre. 
Dans le cadre de la création de l'Aberdeen Proving Ground en 1917, Pooles Island fut achetée par le gouvernement fédéral et le phare remis aux Forces armées des États-Unis. La lumière a été automatisée l'année suivante. En 1939, il a été mis hors service et les structures environnantes ont été démolies. En 1994, l’armée de terre a proposé d’ajouter le phare au registre national des lieux historiques, dans l’intention de le restaurer pour qu’il serve comme aide à la navigation privée. Dans ce cadre, un effort de rénovation complet a été fait pour protéger et stabiliser la structure. L'île est inaccessible au grand public car l'île a été utilisée pour des essais de bombardement de 1918 au début des années 1960. Il existe de nombreuses bombes et obus non explosés dans l'île.

### Réactivation
Le phare de Pooles Island est redevenu opérationnel après 72 ans de désactivation. Les responsables de l'armée à Aberdeen Proving Ground l'ont rallumé en fanfare à l'occasion des célébrations de la Journée des forces armées le 21 mai 2011. La Chambre de commerce du comté de Harford a parrainé un dîner-croisière permettant aux officiels et aux membres de la communauté de voir l'historique cérémonie de rallumage. Plus de 300 spectateurs y ont assisté.

## Description
Le phare  est une tour cylindrique en granit de 11,5 m de haut, avec galerie et lanterne. Le phare est peint en blanc et une lanterne est noire.
Il émet, à une hauteur focale de 13,5 m, sept (4+3) éclats blancs par période de 16 secondes. Sa portée n'est pas connue.
Identifiant : ARLHS : USA-646 ; USCG : 2-8693 ; Admiralty : J2298.7 .

### Lien connexe
- Liste des phares du Maryland